# Leopoldo González González
Leopoldo González González (Abasolo, 29 de outubro de 1950) é um clérigo mexicano que atua como Arcebispo de Acapulco.

## Biografia
González nasceu em 29 de outubro de 1950, em Abasolo, Guanajuato, filho de Antonio González García e María Juana González Galván. Em 1º de janeiro de 1964, ingressou no Seminário Morelia e depois fez o curso de psicologia na escola de formadores de seminário de Toluca, filiada à Pontifícia Universidade Gregoriana de Roma.

## Ordenação sacerdotal
Foi ordenado sacerdote na Catedral de Morelia em 23 de novembro de 1975, pelo Arcebispo Estanislao Alcaraz Figueroa. Seu ministério inicial foi como formador e professor no seminário de Morelia até 1999.
Também atuou como prefeito de disciplina, prefeito de estudos e vice-reitor do Seminário Maior de Morelia. Além disso, acompanhou durante 15 anos o movimento dos Encontros Matrimoniais. Entre 1995 e 1999 foi vigário geral da mesma arquidiocese.
Em fevereiro de 1995, o Arcebispo Alberto Suárez Inda nomeou-o Vigário Geral da Arquidiocese e Responsável pela Zona Pastoral do Sagrado Coração na cidade de Morelia.

## Ordenação episcopal
Em 18 de março de 1999, o Papa João Paulo II o nomeou Bispo titular de Voncaria e Bispo Auxiliar de Morelia.
Recebeu a ordenação episcopal em 19 de maio de 1999, pelo Arcebispo Alberto Suárez Inda, com Arcebispo Justo Mullor García, Núncio Apostólico no México, e Carlos Suárez Cázares, Bispo de Zamora.
Como Bispo Auxiliar foi encarregado da formação permanente do clero de Morelia. Como membro da Conferência do Episcopado Mexicano, durante dois triênios foi membro do Conselho Permanente e de 2013 a 2015 foi presidente da Comissão Episcopal para o Diálogo Inter-religioso e a Comunhão.
Em 9 de junho de 2005, o Papa Bento XVI o nomeou Sétimo Bispo da Diocese de Tapachula, sucedendo Rogelio Cabrera López.

Em 30 de junho de 2017, o Papa Francisco o nomeou para a Arquidiocese de Acapulco, sucedendo Carlos Garfias Merlos; tomou posse em 29 de agosto, assumiu o cargo de Arcebispo de Acapulco.